# Zhang Mo
Zhang Mo (* 17. Januar 1989 in Shijiazhuang) ist eine kanadische Tischtennisspielerin chinesischer Abstammung. Sie nahm dreimal an Olympischen Spielen teil. Sie ist Rechtshänderin und verwendet den europäischen Shakehand-Griff.

## Werdegang
Zhang Mo wurde in China geboren und gehörte erst dem chinesischen B-Kader an, war jedoch nicht stark genug, um weiterhin für China zu spielen. So kam sie im Jahr 2000 nach Kanada und ist seitdem auch für dieses Land spielberechtigt. 2006 trat sie erstmals auf, im Alter von 17 Jahren wurde sie nationale Vize-Meisterin im Einzel. Bei den US Open konnte sie zudem mit Lily Zhang die Goldmedaille gewinnen. Außerdem wurde sie bei den Commonwealth Games Zweite im Doppel und konnte im Einzel das Viertelfinale erreichen konnte. Zudem gewann sie bei den Mädchen die nationalen Meisterschaften. 2008 qualifizierte sie sich sportlich für die Olympischen Spiele in Peking, konnte jedoch keine großen Erfolge erringen. 2009 wurde sie erstmals kanadische Meisterin, bei den Commonwealth Games 2010 holte sie zusammen mit Ariel Hsing erneut die Silbermedaille. Zudem nahm sie unter anderem an den Russian,-Australian und -Polish Open teil, wo sie jeweils das Viertelfinale erreichen konnte. 2011 konnte Zhang die Panamerikanischen Spiele gewinnen, außerdem nahm sie erneut an den Olympischen Spielen teil, schlagen konnte sie im Einzel unter anderem Wue Yue. 2013 wurde Zhang unter anderem kanadische Meisterin, den Titel bei den Commonwealth Games im Einzel konnte sie zum ersten Mal gewinnen. 2014 nahm sie erstmals am World Cup teil, scheiterte in der Qualifikation aber gegen Li Jiao und Petrissa Solja und schied somit aus. 2015 folgten wieder der Gewinn der Nationalen Meisterschaften und das Scheitern in der Qualifikation beim World Cup, wo die Kanadierin zum zweiten Mal teilnehmen konnte. 2016 nahm sie an den Olympischen Spielen teil, wo sie mit der Mannschaft im Achtelfinale auf Deutschland traf, hier verlor das amerikanische Team jedoch mit 0-3. 2017 nahm sie noch am World Cup teil, wo sie Zhu Yuling unterlag und trat danach weniger in Erscheinung.

## Titel und Erfolge im Überblick
- Nordamerikanische Meisterin im Einzel (2009, 2010, 2011, 2014)
- Gewinnerin des Nordamerika Cups im Einzel (2014, 2015)
- Gewinnerin der US Open im Einzel (2006)
- Panamerikameisterin im Einzel und mit der Mannschaft (2010, 2011, 2014)
- Dreifache Teilnahme an den Olympischen Spielen

## Turnierergebnisse
| Verband | Veranstaltung     | Jahr | Ort            | Land | Einzel        | Doppel    | Mixed | Team      |
| ------- | ----------------- | ---- | -------------- | ---- | ------------- | --------- | ----- | --------- |
| CAN     | Challenge Series  | 2006 | Orlando        | USA  | Gold          |           |       |           |
| CAN     | Olympische Spiele | 2008 | Peking         | CHN  | letzte 64     |           |       | Qual.     |
| CAN     | Olympische Spiele | 2012 | London         | ENG  | letzte 64     |           |       | letzte 16 |
| CAN     | Olympische Spiele | 2016 | Rio de Janeiro | BRA  | letzte 64     |           |       | letzte 16 |
| CAN     | World Cup         | 2014 | Düsseldorf     | GER  | Qual.         |           |       |           |
| CAN     | World Cup         | 2015 | Halmstad       | SWE  | Qual.         |           |       |           |
| CAN     | World Cup         | 2015 | Dubai          | SAU  |               |           |       | letzte 16 |
| CAN     | World Cup         | 2017 | Markham        | CAN  | letzte 16     |           |       |           |
| CAN     | World Cup         | 2018 | Chengdu        | CHN  | letzte 16     |           |       |           |
| CAN     | Pro Tour          | 2010 | St. Petersburg | RUS  | Viertelfinale | letzte 32 |       |           |
| CAN     | Pro Tour          | 2010 | Warschau       | POL  | Viertelfinale | Gold      |       |           |